# Rudolf Stelšovský, výroba automobilů
Rudolf Stelšovský, výroba automobilů byla československá firma vyrábějící automobily.

## Historie firmy
V roce 1899 v Příbrami vznikla strojírna s slévárna Rudolfa Stelšovského. Původně vyráběla hospodářské stroje, od roku 1900 železniční drezíny. V roce 1922 začal Rudolf Stelšovský vyrábět automobily pod značkou Stelka. Jejich konstruktérem byl Jan Švejda. V roce 1924 byla jejich výroba pro malý zájem zákazníků, jehož příčinou byla nespolehlivost vozů, ukončena. Nástupcem firmy se nejprve stala „Příbramská strojírna a slévárna, akc. spol., dříve Stelšovský v Příbrami“, a poté Příbramská strojírna a slévárna, která pak vozy jiné konstrukce vyráběla pod značkou „ASPA“ (zkratka Akciová společnost příbramské automobilky).

## Vozidla
V roce 1922 byl vůz značky Stelka nejlevnějším automobilem na československém trhu..
Základní konstrukce automobilu byla přejata z železničních drezín. Vozy byly osazeny vzduchem chlazeným čtyřtaktním dvouválcovým motorem o objemu 1145 cm³ a rozvodem SV. Automobil měl tři rychlosti vpřed a zpátečku, řazení pákou bylo konstruováno vně karoserie. Výkon motoru přenášel na zadní nápravu řetěz. Šlo o malý vůz, šasi mělo hmotnost 300 kg. Karoserie poskytovala místo pro čtyři cestující. Cena nového vozu byla 29 000 korun Československých. V roce 1923 byl vůz na pražské XV. mezinárodní automobilové výstavě nejlevnějším nabízeným automobilem.
Vyráběna byla i dvoumístná užitková verze vozu Stelka s dřevěnou ložnou plochou.
Vůz firmy se jako jediný „lidový vůz“ účastnil závodu Zbraslav - Jíloviště.